# Krasnoje Sołnce (obwód pskowski)
Krasnoje Sołnce (ros. Красное Солнце) – wieś (dieriewnia) w Rosji, w obwodzie pskowskim, w rejonie bieżanickim. W 2021 liczyła 298 mieszkańców.